# Randell Jackson
Randell Edward Jackson (Boston, Massachusetts, 16 de enero de 1976) es un exjugador de baloncesto estadounidense que disputó dos temporadas de la NBA, además de jugar en diferentes ligas internacionales durante diez años. Con 2,11 metros de estatura, jugaba en la posición de ala-pívot. 

## Trayectoria deportiva

### Universidad
Jugó tres temporadas con los Seminoles de la Universidad Estatal de Florida, en las que promedió 11,2 puntos, 5,7 rebotes y 1,3 tapones por partido.

#### Estadísticas
| Año     | Equipo        | PJ | PT | MPP  | %TC  | %3P  | %TL  | RPP | APP | ROB | TPP | PPP  |
| ------- | ------------- | -- | -- | ---- | ---- | ---- | ---- | --- | --- | --- | --- | ---- |
| 1995–96 | Florida State | 24 | 15 | 26.3 | .500 | .286 | .632 | 5.3 | .5  | .6  | 1.3 | 9.5  |
| 1996-97 | Florida State | 31 | 26 | 28.4 | .446 | .389 | .596 | 6.3 | .6  | .7  | 1.5 | 11.0 |
| 1997-98 | Florida State | 31 | 28 | 28.0 | .487 | .158 | .720 | 5.5 | 1.1 | .8  | 1.2 | 12.7 |
| Total   | Total         | 86 | 69 | 27.6 | .434 | .328 | .704 | 6.9 | 1.3 | .8  | .6  | 13.2 |

### Profesional
Tras no ser elegido en el Draft de la NBA de 1998, inició su carrera profesional en los Fort Wayne Fury de la CBA, hasta que el 21 de enero de 1999 frmó contrato con los Washington Wizards. Allí acabó la temporada promediando 4,2 puntos y 2,0 rebotes en 27 partidos, 8 de ellos como titular.
La temporada siguiente renovó contrato con los Wizards, pero fue despedido el 28 de octubre, antes del comienzo de la competición. Tras convertirse en agente libre, tres días después fichó por los Dallas Mavericks, con los que únicamente disputaría un partido, siendo despedido el 22 de diciembre.
Tras su despido, regresó a los Fort Wayne Fury, de donde pasó a los Connecticut Pride en la temporada 2000-01. Al año siguiente comenzaría su andadura por diferentes ligas de todo el mundo, llevándole a jugar en Israel, Puerto Rico, Venezuela, Grecia, China, México, Argentina y finalmente su última temporada como profesional transcurrió en el Albacomp-UPC húngaro, donde disputó solo un partido. Su mejor anotación a lo largo de su carrera se produjo jugando para el Club Central Entrerriano argentino, anotando 23 puntos en un partido ante el Quilmes, mientras que en la NBA su mejor actuación fueron los 17 puntos que anotó para los Wizards ante Sacramento Kings.

## Estadísticas de su carrera en la NBA

### Temporada regular
| Año       | Equipo     | PJ | PT | MPP  | %TC  | %3P  | %TL  | RPP | APP | ROB | TPP | PPP |
| --------- | ---------- | -- | -- | ---- | ---- | ---- | ---- | --- | --- | --- | --- | --- |
| 1998-99   | Washington | 27 | 8  | 10.0 | .426 | .143 | .656 | 2.0 | .3  | .1  | .4  | 4.2 |
| 1999-2000 | Dallas     | 1  | 0  | 1.0  | .000 | .000 | —    | .0  | .0  | .0  | .0  | .0  |
| Total     | Total      | 28 | 0  | 9.7  | .426 | .143 | .656 | 1.9 | 0.3 | .1  | .4  | 4.1 |